# Hugo Cardemil
Hugo Cardemil Moraga (Curicó, Chile, 1925-31 de mayo de 2019) fue un huaso chileno corredor de rodeo, campeón en cuatro ocasiones del Campeonato Nacional de Rodeo (en 1986, 1990, 1991 y en 1993). Era hermano del histórico jinete Ramón Cardemil, campeón en 7 ocasiones del campeonato y elegido el mejor jinete del siglo XX por la Federación del Rodeo Chileno.

## Vida pública
Durante años no había conseguido triunfos importantes en el rodeo, además siempre estaba a la sombra de sus hermanos Hernán y Ramón, con destacados títulos en el rodeo. En las quinchas pasaba casi por leso. No fueron pocos los que en los años setenta y ochenta, comentaban que siempre se caía antes de llegar a las instancias más altas de las competencias.
Pero con los años fue pionero en asumir el rodeo de manera profesional, a pesar de que por casi una década y media los resultados no lo acompañaron, a pesar de sus entrenamientos diarios. 
A pesar de no ser criador, siempre se las arreglaba para tener buenos caballos que compraba jóvenes, los arreglaba y posteriormente eran grandes campeones.
Sus primeras participaciones en la alta competencia fueron a fines de los años 60. Durante las siguientes dos décadas obtuvo el segundo lugar en 1972 y en 1968 junto a su hermano Hernán, montando a "Jalisco" y "Lolol".
Los setenta fueron años en que se fue destilando el estilo de Hugo Cardemil: a sus características como observador analítico, se sumó el ser un jinete pragmático. A fines de los años setenta corrió con Pablo Quera y después de la muerte del curicano, corrió con Guillermo Barra. Con este último jinete alcanzó su primer gran título: El primer lugar en el Campeonato Nacional de Rodeo de 1986, montando a "Salteador III" y "Pensamiento", alcanzaron 23 puntos buenos. Un año antes había sido designado como mejor deportista del rodeo por el Círculo de Periodistas Deportivos de Chile (CPD).
Años más tarde, Guillermo Barra partió al criadero Lo Miranda y Cardemil optó por un joven José 'Joselo' Astaburuaga. Lo había seguido desde hace un tiempo, mientras corría sin tener un criadero estable. Después de correr solo un año juntos, alcanzaron el título en 1990, montando a "Lechón" y "Reservado", con 31 puntos. Un año más tarde conseguirían nuevamente el primer lugar, esta vez montando a "Esquinazo" y "Reservado". Al año siguiente, con los mismos ejemplares se llevaron el segundo lugar. 
El momento de mayor gloria para Hugo Cardemil fue en el Campeonato Nacional de Rodeo de 1993. Nuevamente junto a Joselo Astaburuaga alcanzan el campeonato, montando a "Esquinazo" y "Reservado", con espectaculares 36 puntos. Fue el tercer título para la collera y el cuarto para Cardemil, que se transformaba en el tercer jinete con más títulos de Chile, solo superado por su hermano Ramón y por Ruperto Valderrama.
Falleció el 31 de mayo de 2019 en Curicó y contó con un multitudinario adiós.

## Premio a la Trayectoria
En marzo de 2008 la Revista del Campo de El Mercurio le otorgó el Premio a la Trayectoria Deportiva, por su destacada carrera deportiva y a sus cuatro títulos nacionales. El premio fue entregado por el dueño del diario, Agustín Edwards Eastman, quien era el entonces el presidente de la Federación de Criadores de Caballos Chilenos. Al momento de recibir el premio indicó:

"Es lo más grande que he recibido. Es muy emocionante recibirlo a esta edad. El afecto de toda esta gente es lo más lindo que tengo"

## Campeonatos nacionales
| Año  | Collera          | Caballos                        | Puntaje | Asociación |
| ---- | ---------------- | ------------------------------- | ------- | ---------- |
| 1986 | Guillermo Barra  | "Salteador III" y "Pensamiento" | 23      | Curicó     |
| 1990 | José Astaburuaga | "Lechón" y "Reservado"          | 31      | Curicó     |
| 1991 | José Astaburuaga | "Esquinazo" y "Reservado"       | 31      | Curicó     |
| 1993 | José Astaburuaga | "Esquinazo" y "Reservado"       | 36      | Curicó     |

### Segundos campeonatos
- 1968: junto con Hernán Cardemil, montando a "Duraznillo" y "Utilero" con 23 puntos.
- 1972: junto con Hernán Cardemil, montando a "Jalisco" y "Lolo" con 15 puntos.
- 1986: junto con Guillermo Barra, montando a "Reservado" y "Curanto" con 20 puntos.
- 1989: junto con José Astaburuaga, montando a "Reservado" y "Lechón" con 28 puntos.
- 1992: junto con José Astaburuaga, montando a "Esquinazo" y "Reservado" con 33 puntos.